# 名古屋大仏
座標: 北緯35度9分41.2秒 東経136度57分54.4秒 / 北緯35.161444度 東経136.965111度

名古屋大仏（2007年（平成19年））

名古屋大仏（なごやだいぶつ）は、愛知県名古屋市千種区四谷通2-16の曹洞宗桃巌寺にある大仏である。昭和62年（1987年）に建立された。桃厳寺は織田信長の弟織田信行が、父織田信秀の菩提を弔う為に建立した寺である。

## 概要
全高15m（本尊の高さ10m　台座高さ5m）の青銅製。本尊は仏師長田晴山の製作。
台座は蓮ではなく、10頭の象の像があり、本尊を支えている形となっている。それとは別に、台座の正面は、僧侶と鹿の像が配置されている。
目、唇、耳等には金箔が施されている。

## 建立の経緯
昭和50年代後半、信者の信仰の対象として建立が計画される。
その頃、1988年（昭和63年）開催される第24回夏季オリンピックの開催地に名古屋市が立候補した事から、名古屋オリンピックの開会式に開眼供養を行なう計画であった。しかし、第24回夏季オリンピックの開催地は韓国のソウルに決まり（ソウルオリンピック）、この計画は幻となった。
1987年（昭和62年）完成する。
2006年（平成18年）緑色の着色を施した。

## 交通アクセス
- 名古屋市営地下鉄東山線・名城線 本山駅下車。